# Provincia di Como (Lombardia austriaca)
La provincia di Como era una provincia della Lombardia austriaca, esistita dal 1786 al 1791.
Capoluogo era la città di Como.
La provincia continuò poi anche dal 1791 al 1797, ma riproponendo pedissequamente il vecchio Contado di Como.

## Storia
La provincia fu creata nel 1786 all'atto della suddivisione della Lombardia austriaca in 8 province, create nel clima delle riforme giuseppine. Associava al tradizionale territorio comasco tutta la Riviera di Lecco per la prima volta da oltre mezzo millennio, unificando il bacino del Lario. La riforma, che andava a intaccare una situazione cristallizzata da secoli, fu tuttavia annullata dal nuovo imperatore Leopoldo II, fratello del precedente, nel 1791.

### Suddivisione amministrativa all'atto dell'istituzione (1786)
- Città di Como
- Borghi e Corpi Santi della città di Como
- pieve di Bellagio[3]
  - Bellagio con comune di Mezzo e comune delle Ville
- pieve di Bellano[4]
  - Bellano con Linzanico, Ombriago, Ronzano, Biosio, Pradello, Gorio, Pendaglio e Verginate
- corte di Casale[5]
  - Canzo, Carella, Caslino, Cassina di Mariaga con Boffalora, Molino della Rete, Morchiuso, Campolongo, Bindella e Caccaratti, Castel Marte, Longone, Mariaga, Penzano con Vignarca, Corneno e Galliano, Proserpio
- pieve di Dervio[6]
  - Corenno, Dervio, Dorio, Introzzo, Sueglio, Tremenico con Avena, Vestreno
- pieve di Dongo[7]
  - Consiglio di Rumo, Cremia, Dongo, Garzeno, Germasino con Alpi di Pozzolo e di Stazzona, Musso, Pianello, Stazzona
- pieve di Fino[8]
  - Asnago con Montesordo, Bernate con Guzza, Breccia con Lazzago, Bregnano con Puginate e Cassina Manigardi, Bulgorello, Cadorago, Caslino; Casnate con Baragiola, Cassina Rizzardi con Boffalora, Monticello e Ronco, Cermenate con Cassina Santa Croce e Cassina Lavezzara, Civello con Brugo, Fino con Bricoletta, Fiorenzola, Molino Rionca, Mornasco e Socco, Lomazzo con Manera e Bisago, Lucino, Luisago con Bricola, Maccio con Macciasca e Brusada, Minoprio, Montano con Casarico, Rebbio, Rovellasca, Vertemate con Rionca e Bunone
- pieve di Garlate[9]
  - Bartesate con Mozzana, Biglio, Capiate, Consonno, Dozio, Galbiate, Garlate, Malgrate, Olginate, Pescate con Pescalina, Sala, Val Greghentino con Villa Val Greghentino, Parzano, Maglianico e Cassina Tajella, Valmadrera
- pieve di Gravedona[10]
  - Domaso, Dosso del Liro con Alpi di Camedo, Gravedona, Livo, Peglio, Traversa con Naro, Vercana
- pieve d'Incino[11]
  - Albesio; Alserio; Anzano con Cassina Pugnago e Monticello e porzione di Monguzzo; Arcellasco con Torricella, Carpesino, Brugora e Cassina Torchiera; Buccinigo con Molena; Carcano con Corogna; Cassano con Sirtolo; Colciago con Cassina Marcetta, Cassina Carreggia e Cassina Visconti e porzione di Calpuno; Crevenna con Mornigo; Erba; Fabbrica; Incino con Villincino, Rogora e Ferrera; Lambrugo; Lezza; Lurago con porzione di Calpuno; Merone; Monguzzo con Nobile; Orsenigo con Parzano; Parravicino con Pomerio e Caseglio; Ponte con Cassina Busnigallo; Vill'Albese con Saruggia
- pieve d'Isola[12]
  - Argegno, Casasco, Cerano, Dizzasco con Muronico, Rovasco e Biazzeno, Pigra, Schignano, Colonno, Lezzeno, Sala, Ossuccio con Spurano
- pieve di Lecco[13]
  - Acquate, Ballabio superiore, Ballabio inferiore, Belledo con Maggianico e Barco, Brumano con Forensi, Castello, Chiuso, Germanedo, Laorca con Malvero, Lecco con Pescarenico, Morterone, Olate con Bonacina, Rancio con Castiglione, San Giovanni alla Castagna
- pieve di Lenno[14]
  - Lenno, Mezzegra, Tremezzo
- pieve di Mandello[15]
  - Abbadia con Borbino; Lierna; Linzanico con Grebbio e Lombrino; Mandello con Maggiana e Molini; Olcio; Rongio con Molina, Tonzanico e Motteno; Somana; Vassena
- squadra de' Mauri[16]
  - Bosisio con Garbagnate Rotta, Cesana, Pusiano, Suello con Borima
- pieve di Menaggio[17]
  - Bene, Breglia, Croce, Grandola con Naggio, Velzo, Codogna, Corte e Cardano, Griante, Grona, Loveno con Nobiallo, Menaggio, Plesio con Barna
- pieve di Nesso[18]
  - Brienno, Carate, Careno, Laglio, Lemna, Molina, Nesso, Palanzo, Pognana con Quarzano e Canzaga, Veleso con Erno, Zelbio
- squadra di Nibionno[19]
  - Brenno con Camisasca; Casletto; Centemero con Musico; Mojana; Nibionno con Tabiago e Sibrone; Rogeno con Calvenzana, Maggiolino, Molino del Leone e Molino del maglio; Tregolo con Costa di Masnaga, Sommarino e Pettana
- pieve di Oggiono[20]
  - Annone, Civate, Dolzago con Cogoredo, Ello con Marconaga, Garbagnate Monastero con Brongio, Imberido con Baravico, Molteno con Luzzana e Ceroldo, Oggiono, Sirone, Vergano con Villa Vergano e Figina
- pieve di Porlezza[21]
  - Buggiolo con Prà Marcio; Carlazzo con Castello; Cavargna; Cima; Claino con Osteno; Corrido; Cusino; Gottro; Piano; Porlezza; San Bartolomeo; San Nazzaro; Seghebbia; Tavordo con San Pietro Agria
- squadra di Rezzonico[22]
  - Rezzonico, San Siro, Sant'Abbondio
- pieve di Sorico[23]
  - Bugiallo, Colico con Forte di Fuentes, Gera, Montemezzo, Olgiasca e Piona, Sorico, Trezzone
- pieve di Uggiate[24]
  - Albiolo, Bizzarone, Cagno, Camnago con Bernasca, Casanova, Cavallasca, Caversaccio, Drezzo, Gaggino, Gironico al piano e Gironico al monte, Olgiate con Baraggiola e Somaino, Parè, Rodero, Ronago, Solbiate con Concagno, Trevano, Uggiate, Vergosa
- pieve di Vall'Assina[25]
  - Asso, Barni, Caglio, Lasnigo, Magreglio, Onno, Pagnano con Gemù, Gallegno, Mudrone, Brazzova, Fraino e Megna, Rezzago, Scarenna, Sormano con Decinisio, Valbrona e Visino
- pieve di Valle Intelvi[26]
  - Blessagno con Lura, Castiglione, Laino, Lanzo, Pellio di sopra con Pellio di sotto, Ponna, Ramponio, San Fedele, Scaria, Verna
- pieve di Valsassina[27]
  - Bajedo; Barzio; Barcone; Bindo; Casargo con Somadino e Codesino; Cassina; Concenedo; Cortabbio; Corte Nova con Prato San Pietro; Crandola con Vegno; Cremeno; Esino superiore; Esino inferiore; Gerro; Introbbio con Monte Varrone; Margno con Bagnala; Moggio; Narro con Indovero; Pagnona; Parlasco; Pasturo; Perledo con Bologna, Ghesazio, Regoledo, Gittana, Cestaglia, Tondello, Regolo e Vezzio; Pessina; Premana; Primaluna; Taceno; Vimogno; Vendrogno con Bruga, Mosnico, Mornico, Noceno, Comasira, Inesio e Sanico
- pieve di Val Solda[28]
  - Albogasio con Oria; Castello; Cressogno superiore ed inferiore; Dasio; Drano con Loggio; Puria
- pieve di Valtaleggio[29]
  - Vedeseta
- pieve di Varenna[30]
  - Varenna con Fiume Latte
- pieve di Zezio inferiore[31]
  - Albate con Trecallo, Baraggia, Muggiò ed Acquanegra, Camnago, Capiago con Cassina Franca, Civiglio con San Tommaso e Visigna, Grandate, Lipomo, Ponzate, Senna con Navedano e Bassone, Solzago, Tavernerio con Urago
- pieve di Zezio superiore[32]
  - Blevio, Brunate, Cernobbio, Maslianico, Moltrasio, Piazza, Rovenna, Torno, Urio

### Restaurazione del 1791
L'imperatore Leopoldo II annullò la riforma il 24 gennaio 1791, sia a livello istituzionale che territoriale. Le 13 pievi lecchesi tornarono alla provincia di Milano, riportando Como alle sue storiche 13 pievi del 1516. Le guerre napoleoniche ribaltarono tuttavia la situazione solo sei anni dopo creando il dipartimento del Lario (1797).